# وولیاوچه
وولیاوچه (صربی: Voljavče}} یک منطقهٔ مسکونی در صربستان است که در Pomoravlje District واقع شده‌است.
 وولیاوچه  ۱٬۸۱۳ نفر جمعیت دارد.